# قورشاقلوي كرد
قورشاقلوي كرد هي قرية في مقاطعة بل دشت، إيران. عدد سكان هذه القرية هو 269 في سنة 2006.